# Eltham

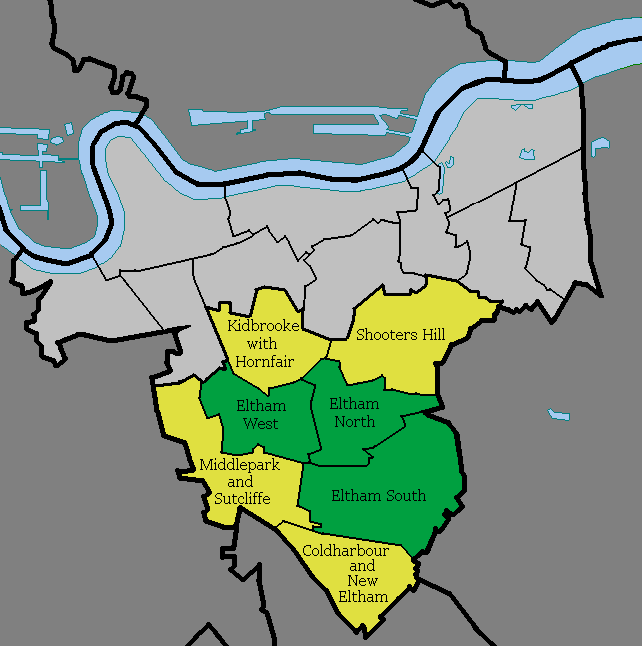
Mapa 1. Los tres distritos electorales actuales de Eltham (verde), en el distrito electoral de Eltham (amarillo) dentro del distrito real de Greenwich (gris claro)

Eltham  /ˈɛltəm/ EL-təm ) es un distrito del sureste de Londres, Inglaterra, dentro del distrito real de Greenwich. Son 8,7 millas (14,0 km) al estesureste de Charing Cross, y está identificado en el Plan de Londres como uno de los 35 centros principales del Gran Londres. Los tres distritos de Eltham Norte, Sur y Oeste tienen una población total de 35.459 habitantes. 88.000 personas viven en Eltham.

## Historia

### Orígenes
Eltham se desarrolló a lo largo de una parte de la carretera de Londres a Maidstone y se encuentra a  3 millas (4,8 km) casi al sur de Woolwich. Mottingham, al sur, pasó a formar parte de la parroquia tras la abolición de todas las áreas extraparroquiales, que eran anomalías raras en el sistema parroquial. Por lo tanto, Eltham College y otras partes de Mottingham no se consideraban dentro de los límites de Eltham, incluso antes de la década de 1860.

Eltham fue una parroquia civil de Kent hasta 1889, cuando pasó a formar parte del condado de Londres.[cita requerida] y desde 1900 formó parte del distrito metropolitano de Woolwich . El distrito metropolitano fue abolido en 1965 y Eltham pasó a formar parte del entonces distrito londinense de Greenwich.
Desarrollo urbano

### Desarrollo temprano

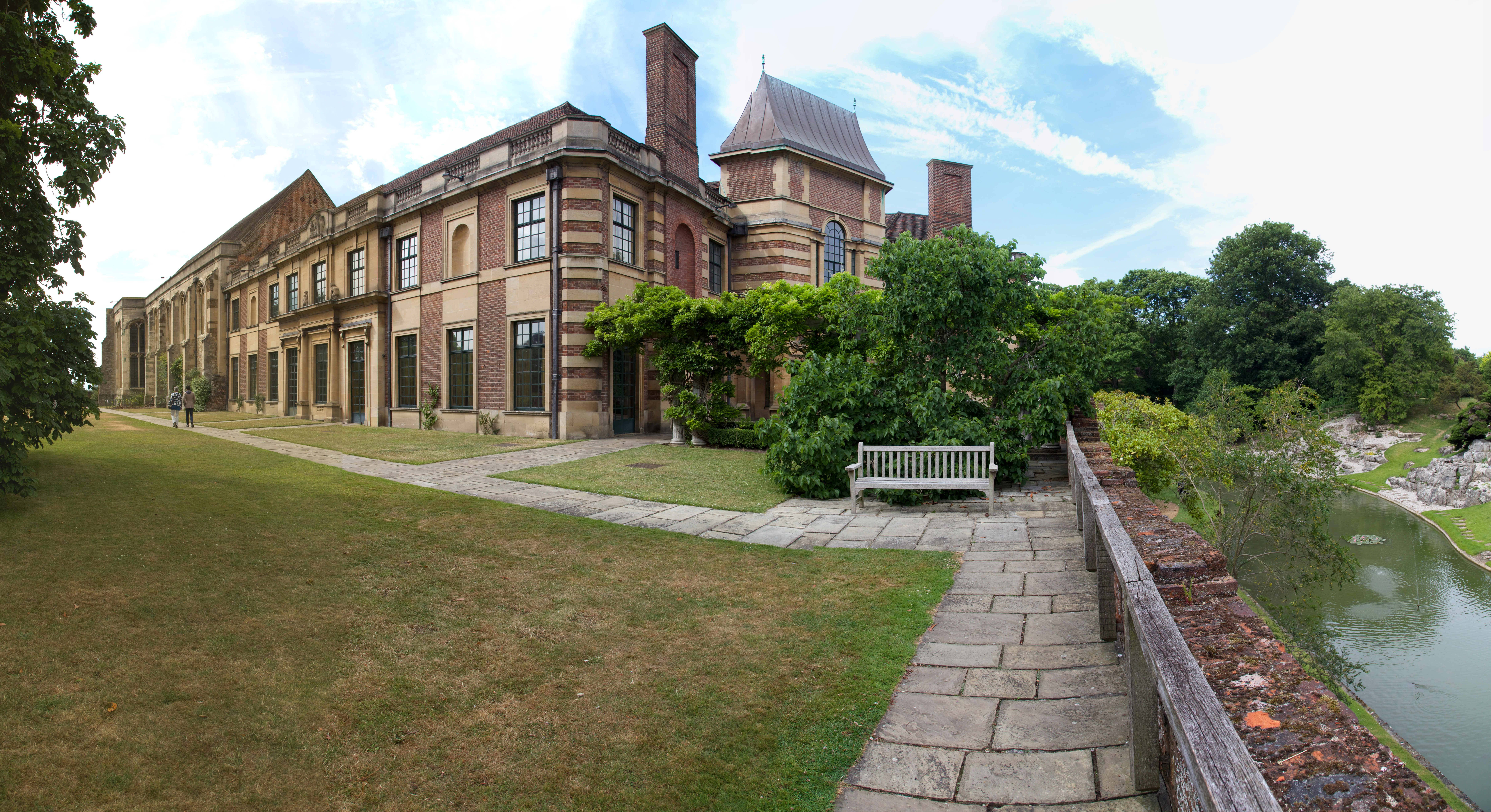
Palacio de Eltham

Eltham está situada en una alta meseta arenosa que le confiere una importancia estratégica. Esto, y el hecho de su ubicación cercana a la ruta principal a los puertos del Canal de la Mancha en Kent, condujo a la creación del Palacio medieval con foso de Eltham, todavía su monumento más notable.

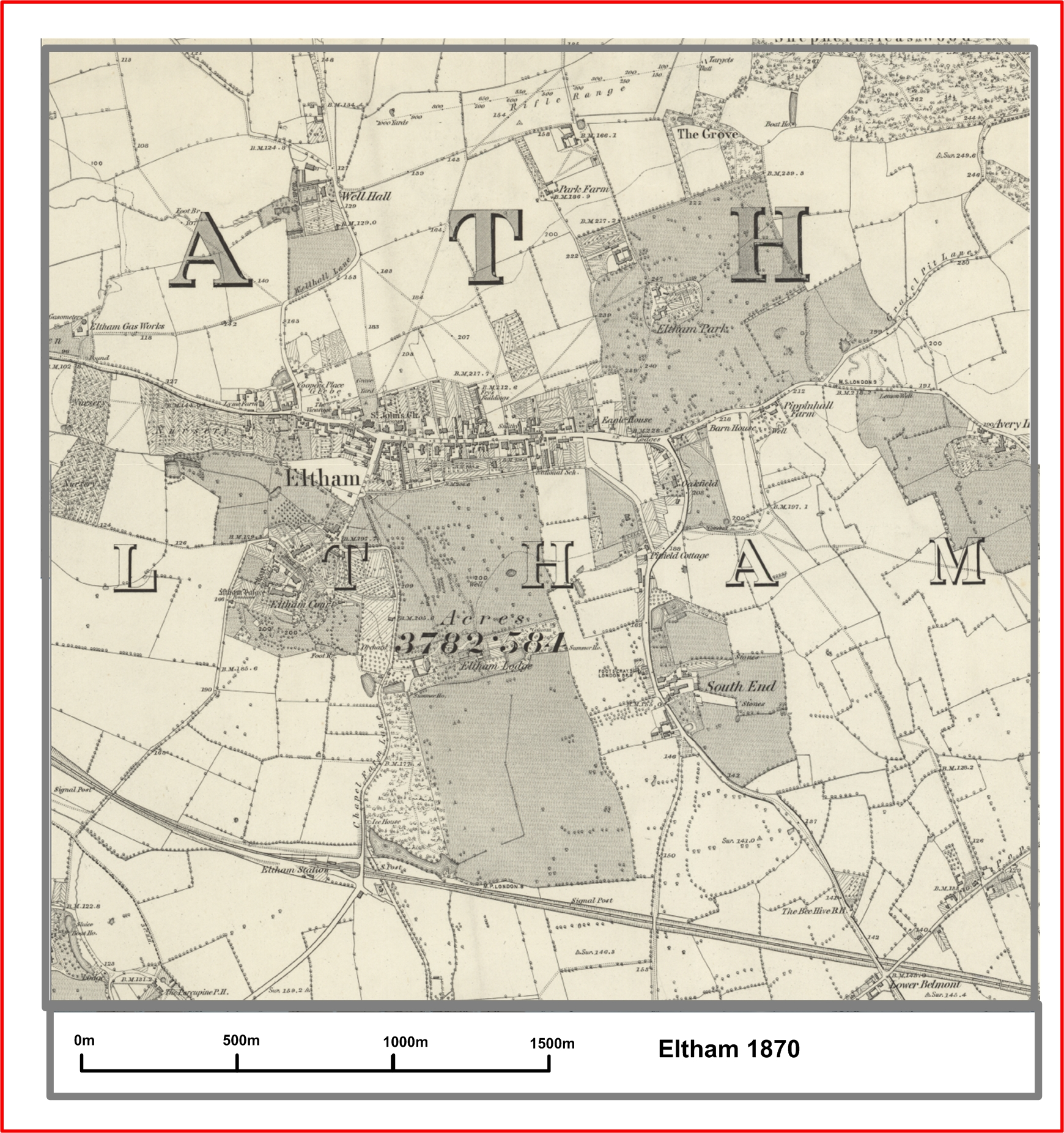
Mapa 2. Eltham en 1870
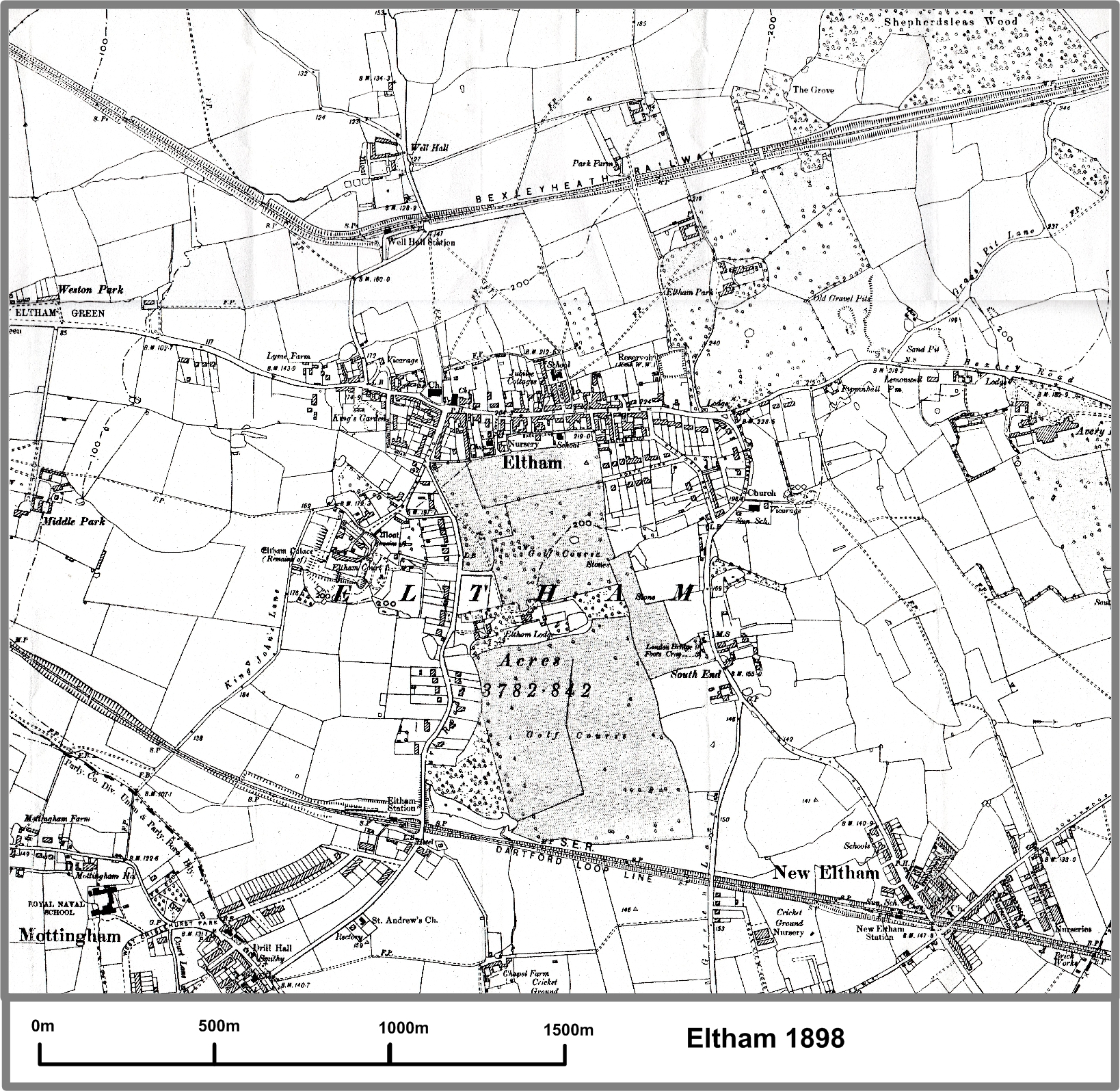
Mapa 3. Eltham en 1898
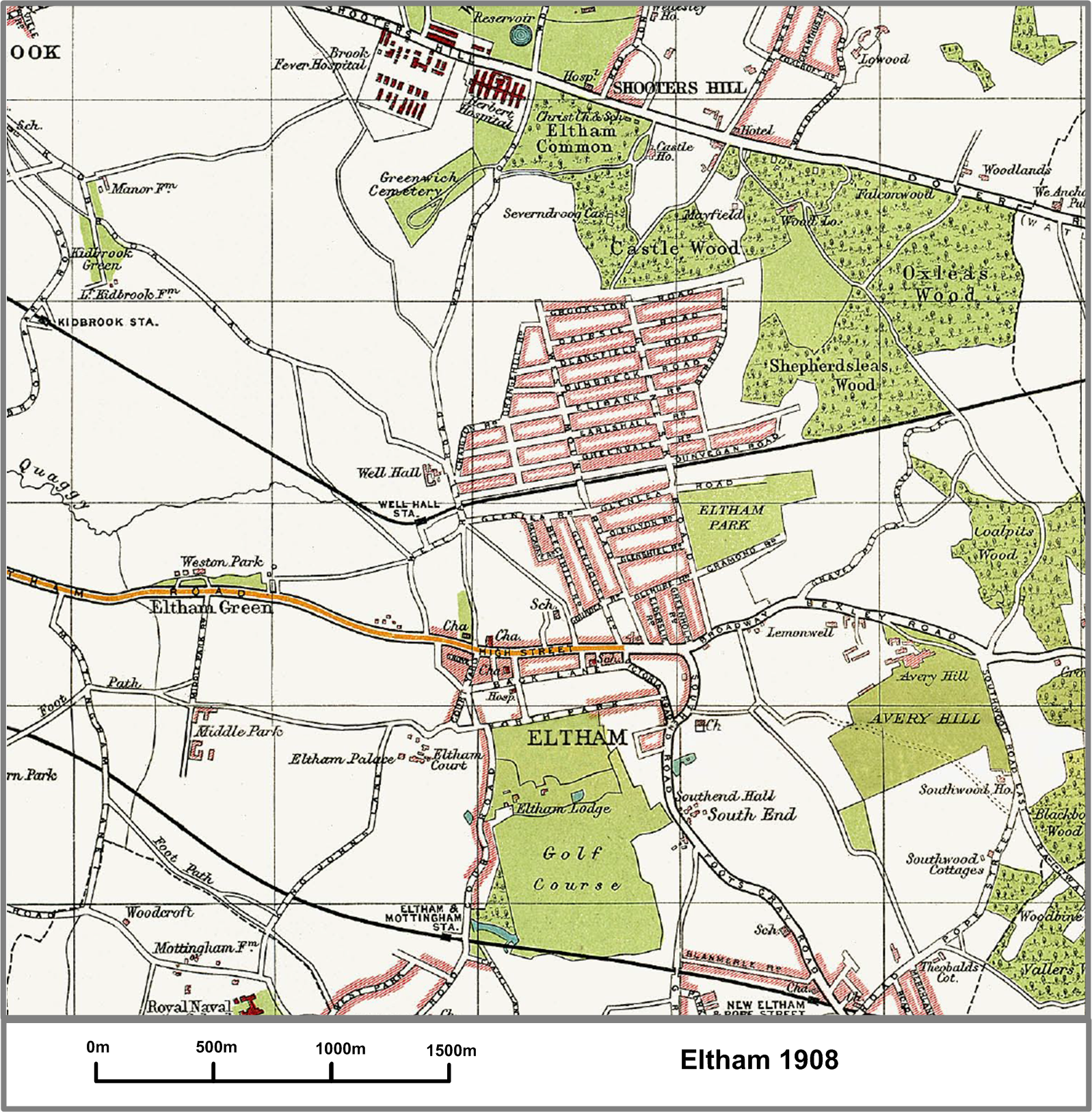
Mapa 4. Eltham en 1908
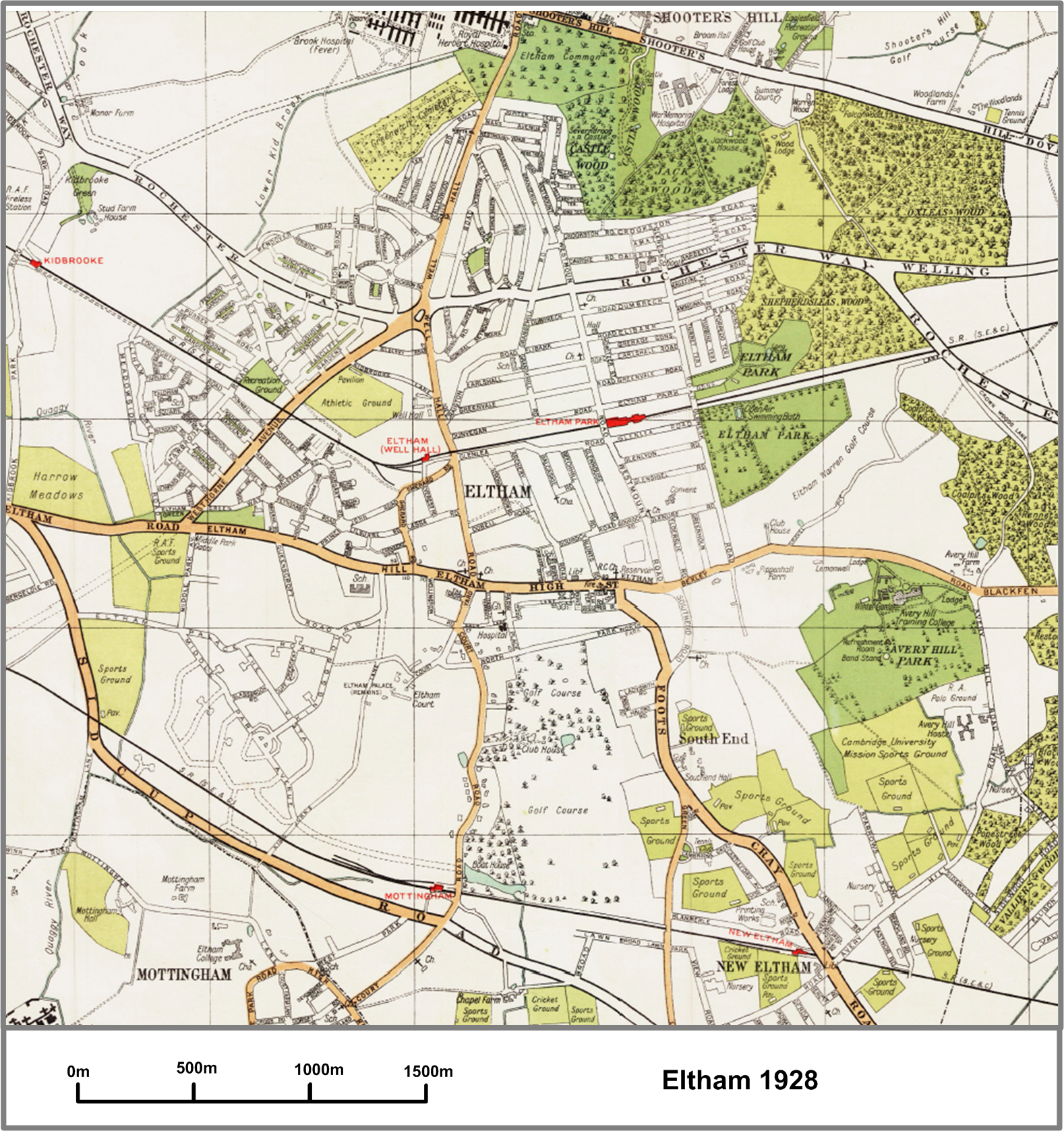
Mapa 5. Eltham en 1928
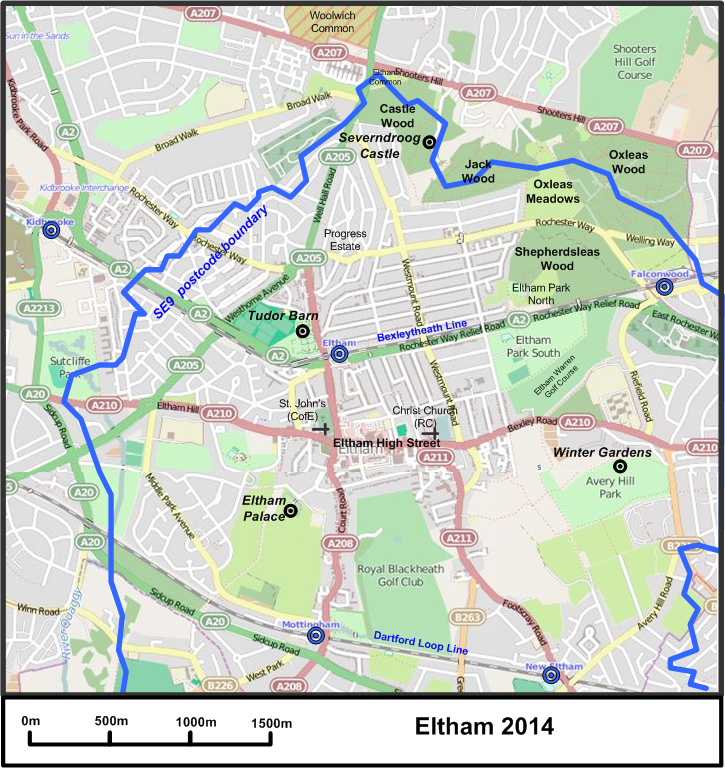
Mapa 6. Eltham en 2014 (Fuente: OpenStreetMap)

### Desarrollo suburbano después de 1900
Las calles del pueblo adyacentes al Palacio y el terreno circundante permanecieron rurales hasta que Archibald Cameron Corbett compró Eltham Park Estate y lo desarrolló con viviendas suburbanas bien construidas entre 1900 y 1914. El desarrollo suburbano del distrito se aceleró cuando el Gobierno, a través de la Oficina de Obras de Su Majestad, construyó Progress Estate en Well Hall y grandes conjuntos de barracones temporales en 1915, para albergar al gran número de trabajadores de guerra en el Arsenal Real en Woolwich . En sus primeros años se le llamó, con cierta pretensión, «Well Hall Garden City».  Su nombre se cambió a "Progress Estate" cuando fue comprado por la Royal Arsenal Co-operative Society en 1925. 
Desarrollo urbano
Después de la Primera Guerra Mundial, la construcción de urbanizaciones continuó sin cesar. A principios de la Segunda Guerra Mundial existían cuatro grandes propiedades: Progress Estate (1915), Page Estate (1923), Middle Park (1931-1936) y Horn Park (iniciada en 1936 y finalizada en la década de 1950). Los dos últimos se construyeron sobre los antiguos parques de caza del Palacio de Eltham. Coldharbour Estate se construyó en 1947. Los pequeños complejos residenciales de Pippenhall y Strongbow Crescent se completaron alrededor de 1960. Desde entonces, la construcción de nuevas viviendas se ha limitado a pequeños "desarrollos de relleno" privados y reemplazos de propiedades demolidas.
Arquitectura doméstica
 

### Incidentes
En 1990, una bomba del IRA frente a la sede del Cuerpo Educativo del Ejército Real en el Palacio de Eltham hirió a siete personas (véase el atentado de Eltham de 1990 ).  La zona fue atacada tres veces por el terrorista del Mardi Gra en la década de 1990.

## Geografía

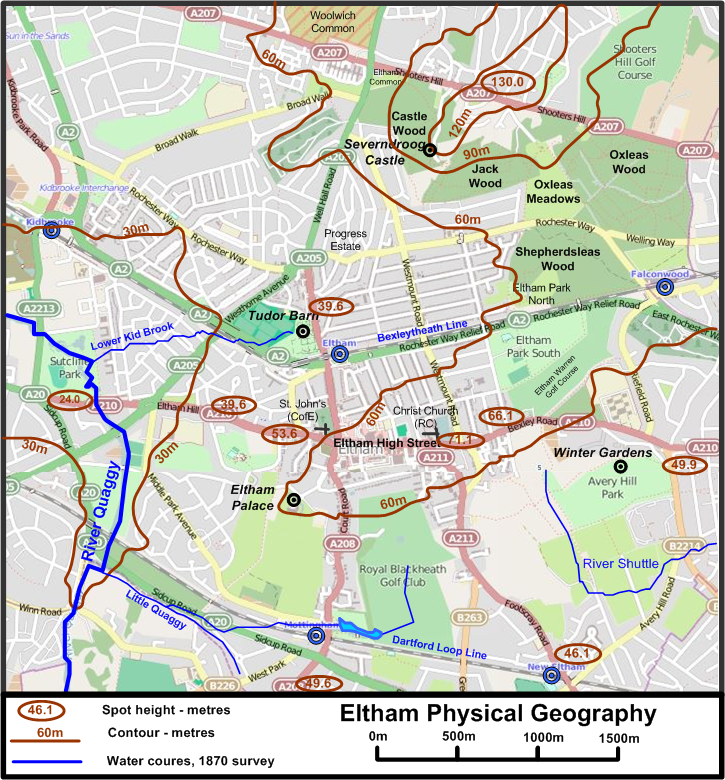
Mapa 6. Eltham: contornos y cursos de agua

Eltham tiene una topografía variada. El mapa 6 muestra contornos, alturas puntuales y cursos de agua. El centro de Eltham está en una meseta a un nivel de unos 60 m con High Street corriendo a lo largo de su centro. Al oeste de la meseta hay una ladera escarpada desde cuya cima se pueden disfrutar vistas panorámicas del sur de Londres . El Palacio de Eltham ocupa una posición dominante en el borde de la escarpa. El mirador del siglo XVIII del castillo de Severndroog, recientemente restaurado (2014), ofrece amplias vistas desde su plataforma de observación, que se encuentra a 150 metros (492,1 pies) sobre el nivel del mar.

### Parques y espacios abiertos

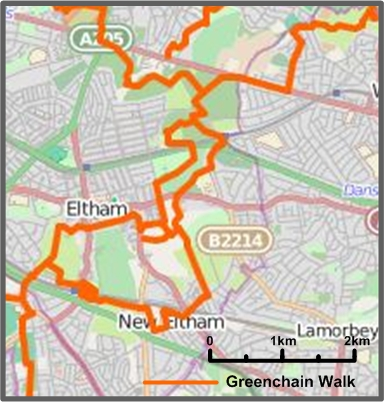
Paseos de la Cadena Verde en Eltham y sus alrededores

Hay una gran variedad de espacios verdes abiertos en Eltham, en forma de parques, campos y bosques. Los “ Paseos en Cadena Verde ” son senderos señalizados que recorren o unen los espacios verdes. Algunos son también caminos para montar a caballo o rutas para bicicletas.
Zonas verdes en Eltham

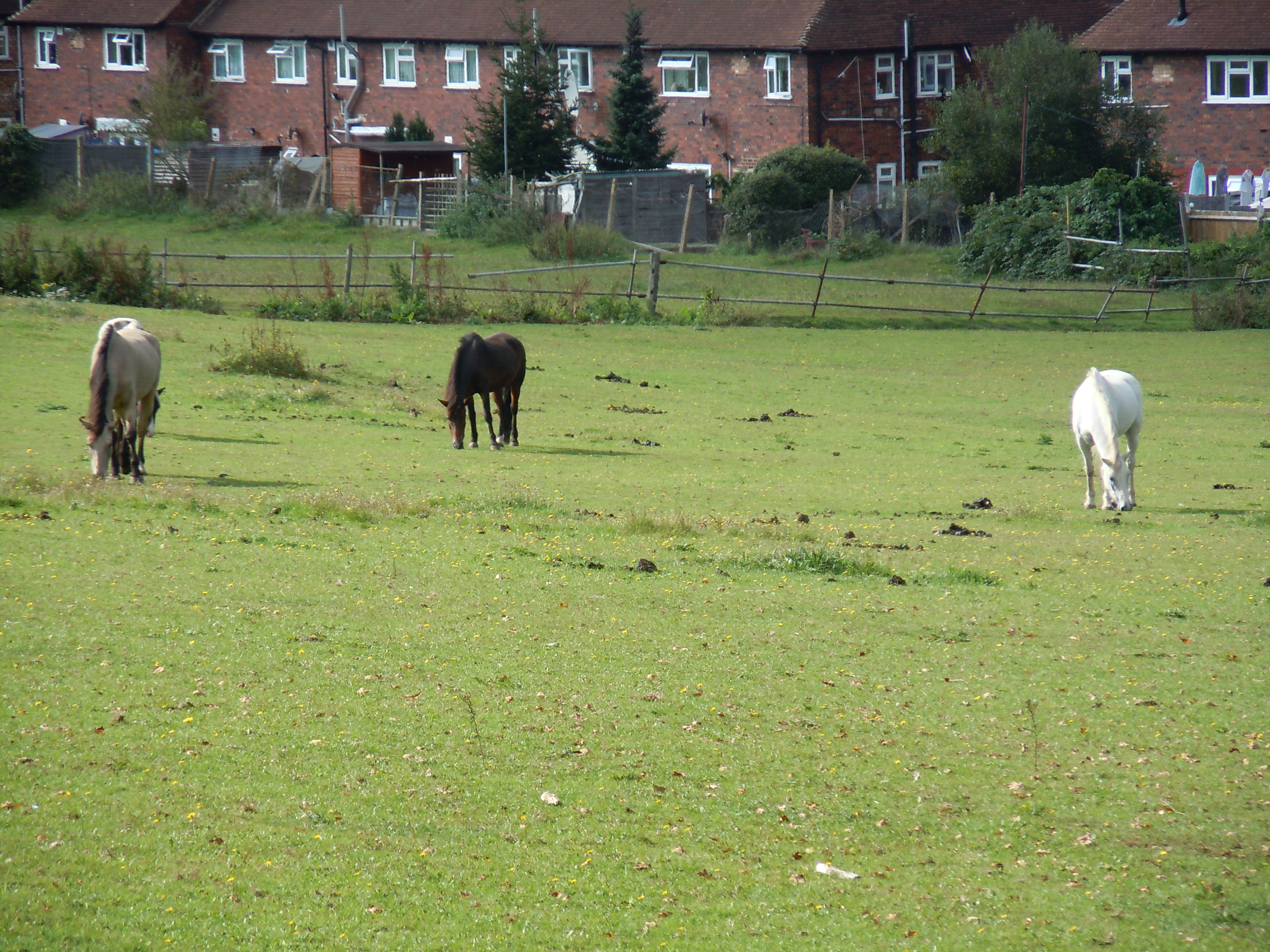
Paseo del Rey Juan (Paseo de la Cadena Verde)
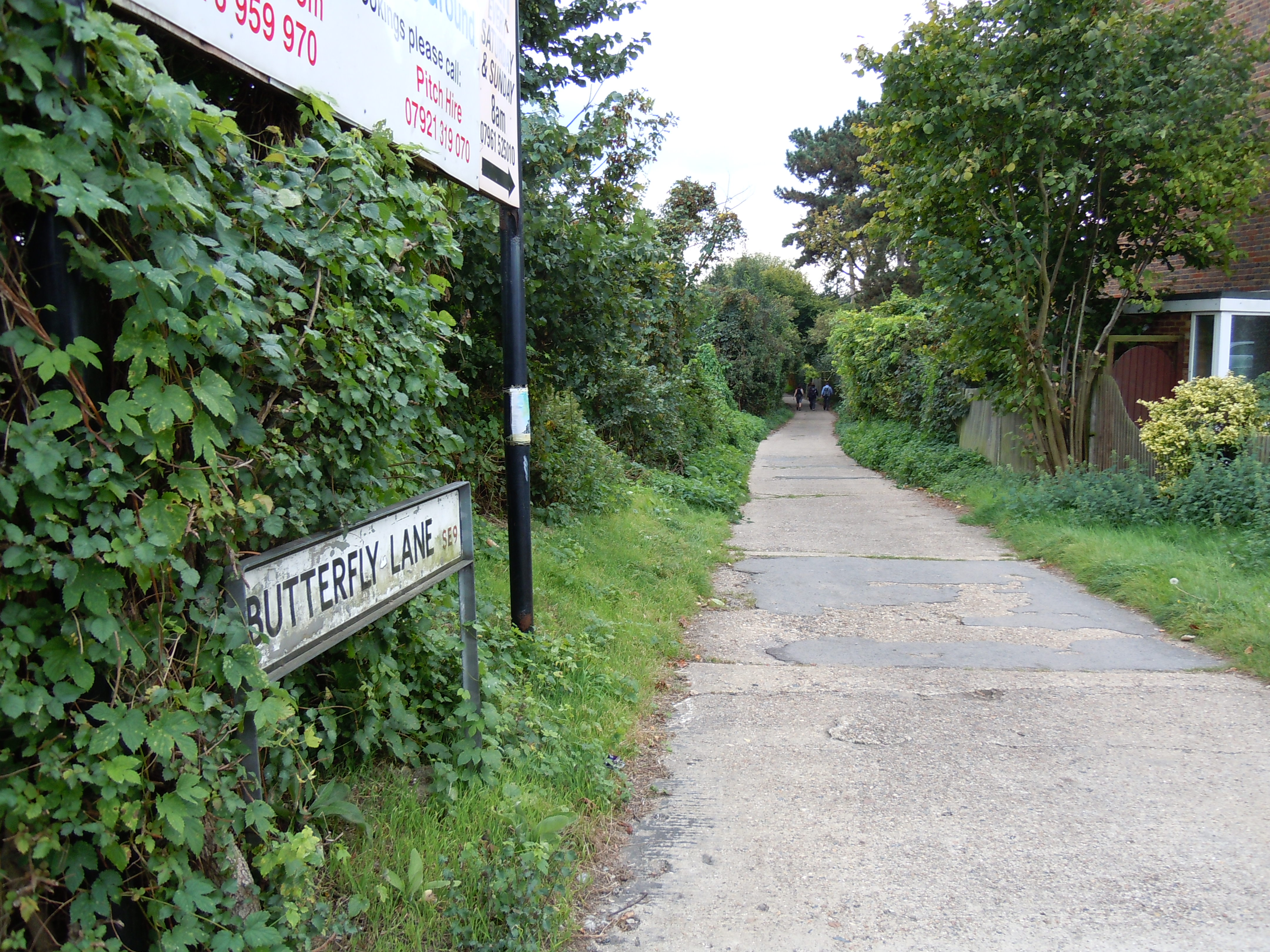
Butterfly Lane
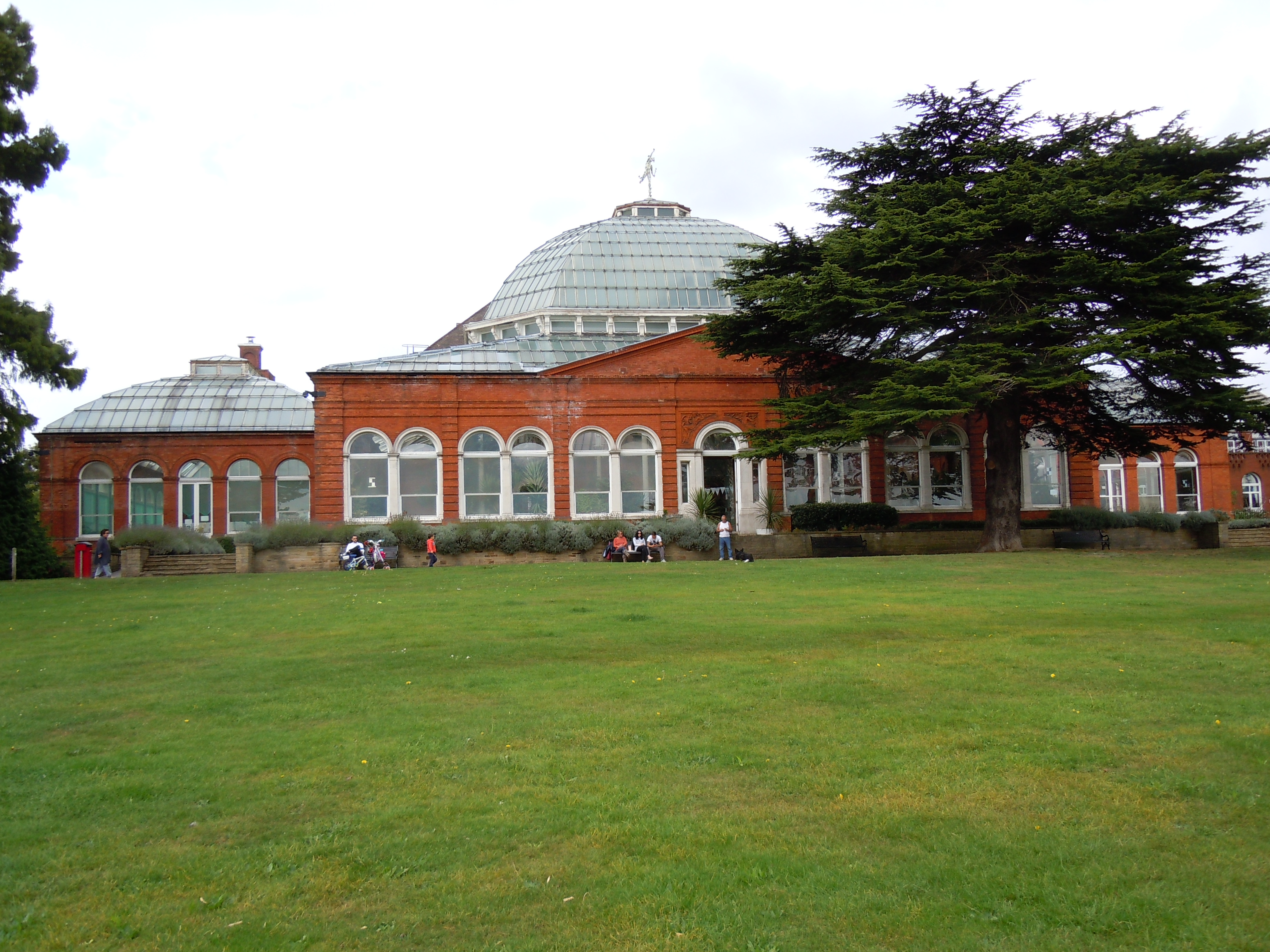
Parque Avery Hill (Paseo de la Cadena Verde) y los Jardines de Invierno
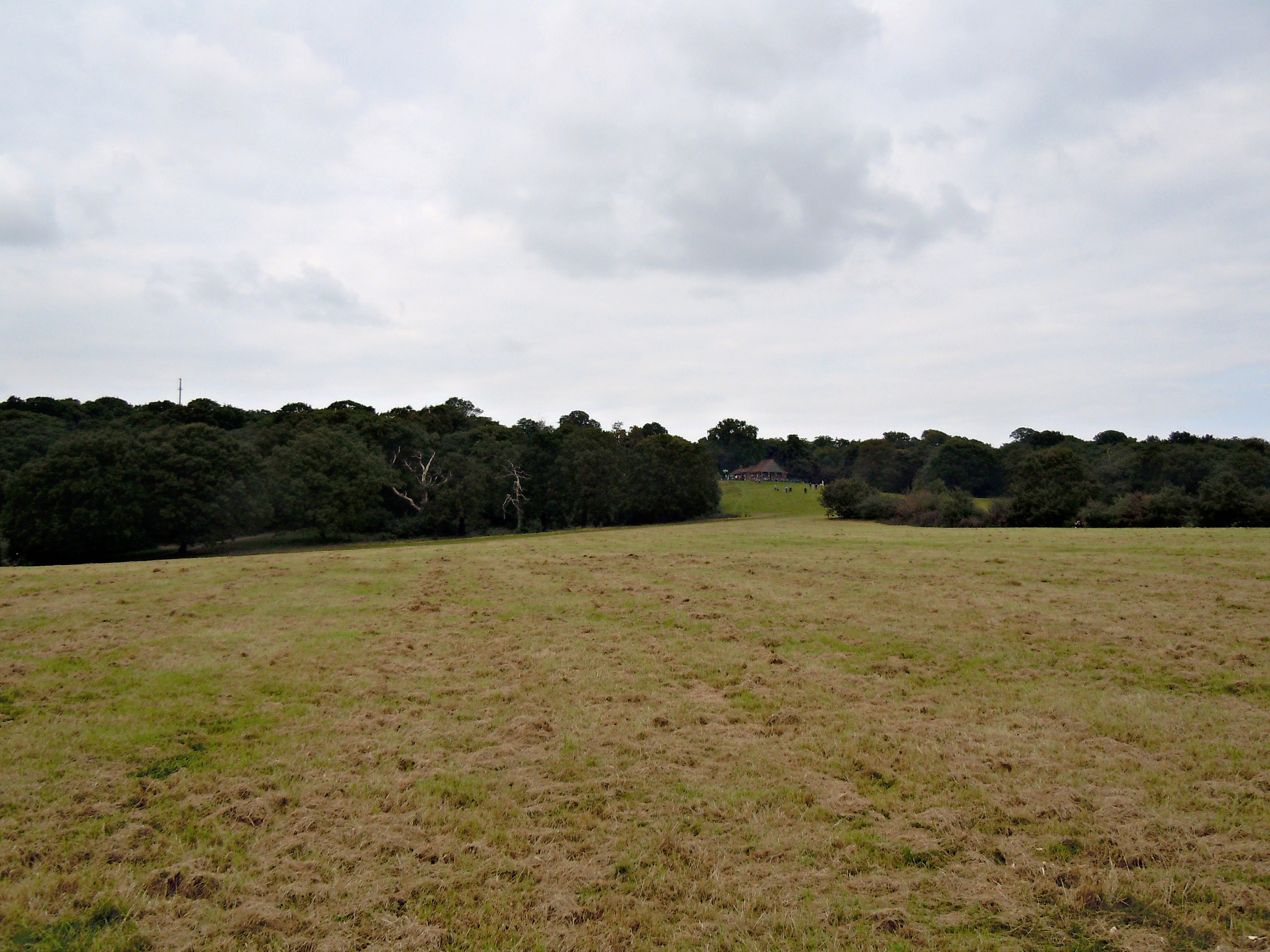
Praderas Oxleas (Paseo de la Cadena Verde)
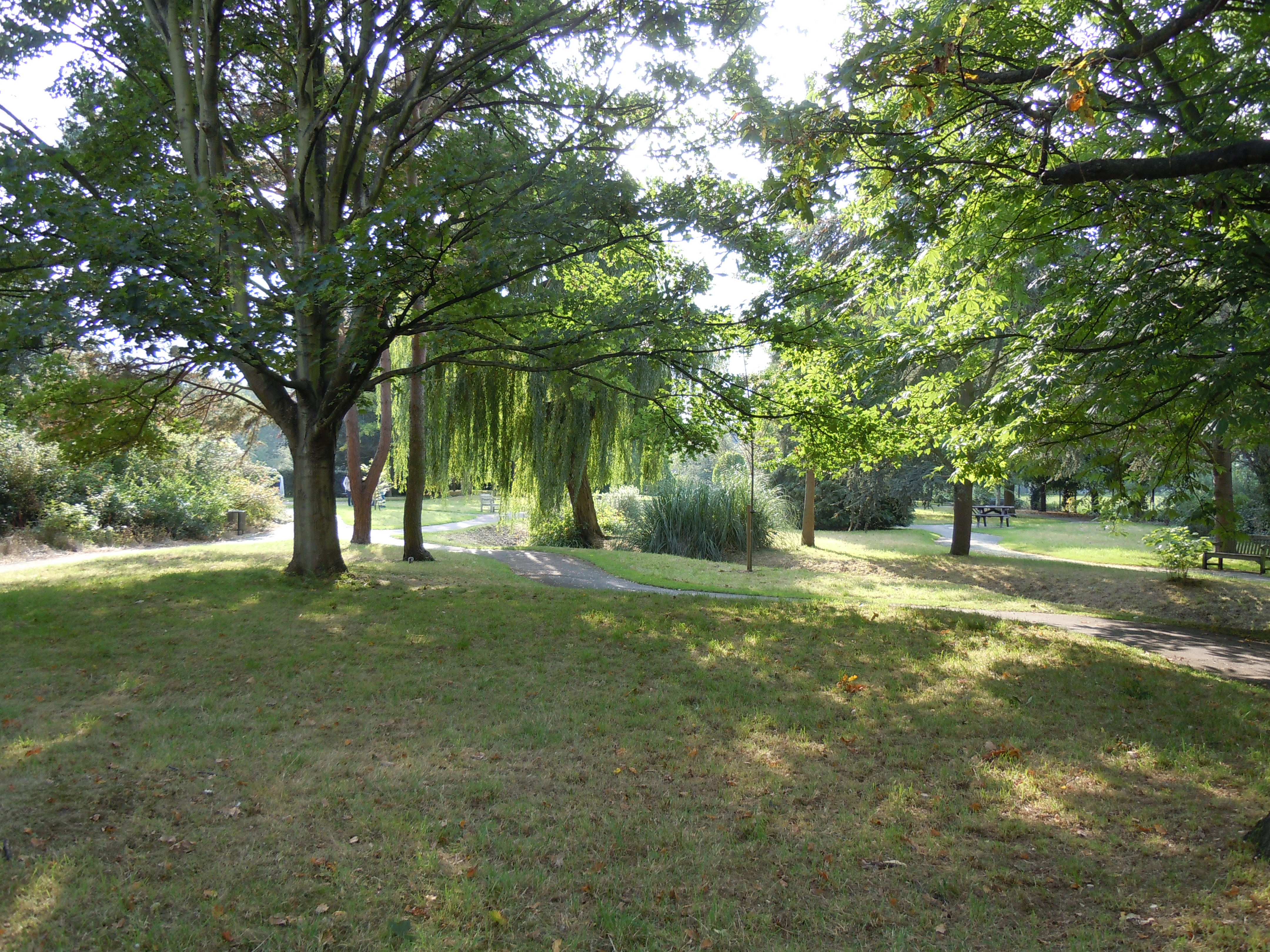
Well Hall Pleasaunce - Jardín del Bosque
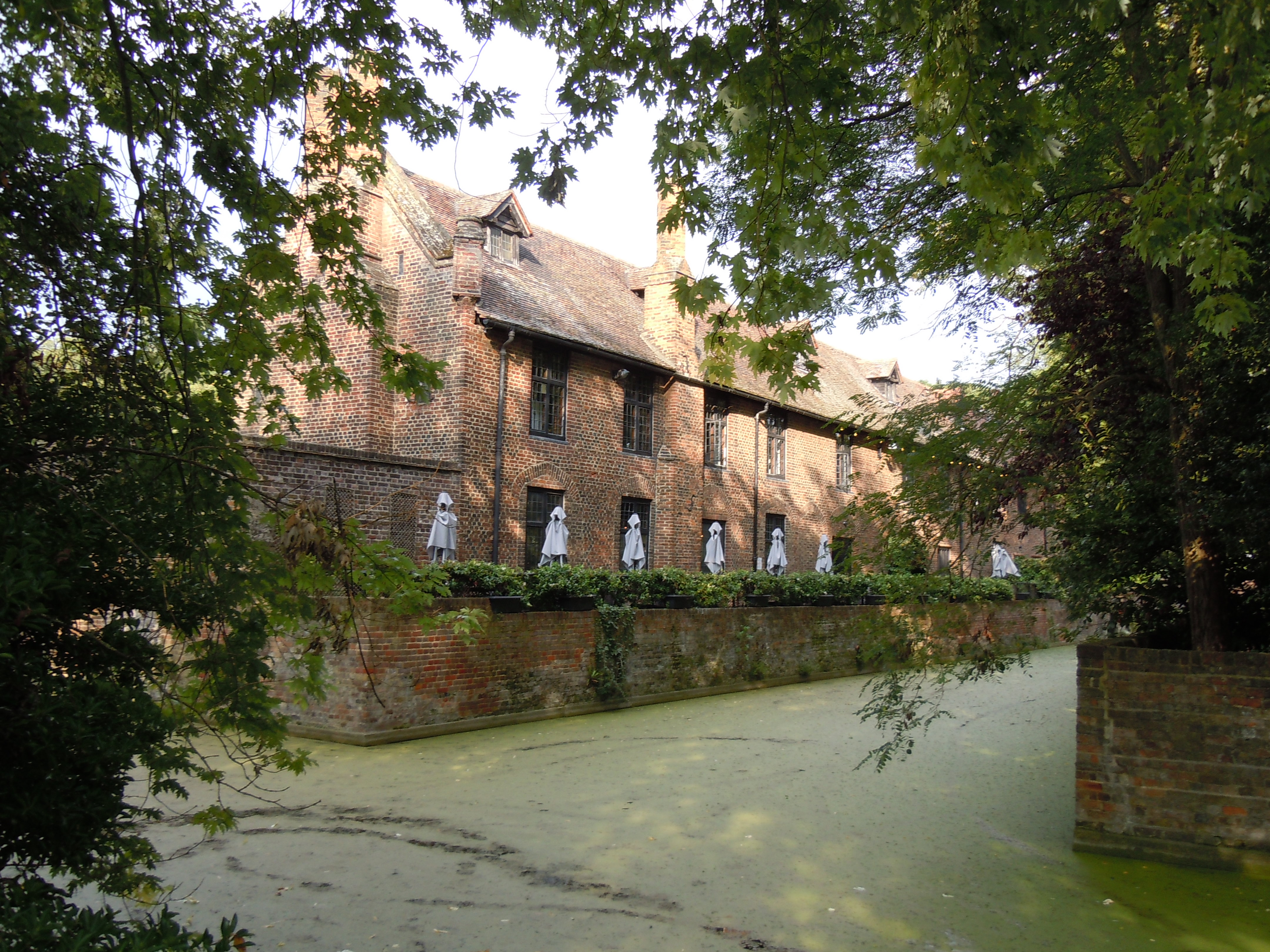
Well Hall Pleasaunce - Granero Tudor

## Demografía
En diciembre de 2010, la población del distrito electoral parlamentario de Eltham era de 63.059 habitantes, aunque esta cifra incluye los distritos de Coldharbour y New Eltham, Kidbrooke con Hornfair y Shooter's Hill. En el distrito postal SE9 viven 63.082 personas; de ellas, 30.398 son hombres y 32.684 son mujeres.  Las personas mayores de 65 años representan el 17,9% del electorado de Eltham. 

### Migración y etnicidad
En el censo de 2011, la población blanca de Eltham se registró en 80,95%; el grupo minoritario más grande en Eltham eran los negros africanos y los negros caribeños, que comprendían el 7,46% de la población total, mientras que los asiáticos comprendían el 6,62%. La proporción de residentes blancos de Eltham es significativamente mayor que el promedio del Royal Borough de Greenwich de 62,5%. La población de Eltham por barrio en 2011 fue la siguiente:

## Cultura, identidad y comunidad
Eltham tiene una cantidad inusualmente alta de espacios verdes, con grandes áreas de bosque al norte y al este, incluido el bosque histórico de Shooters Hill y Oxleas Wood, la propiedad comunitaria Woodlands Farm, los parques de Eltham al norte y al sur y un extenso parque que se dirige al parque Avery Hill. Por lo tanto, es al mismo tiempo «suburbano» y «urbano» y forma parte del Royal Borough of Greenwich, un distrito del interior de Londres .
High Street y alrededores

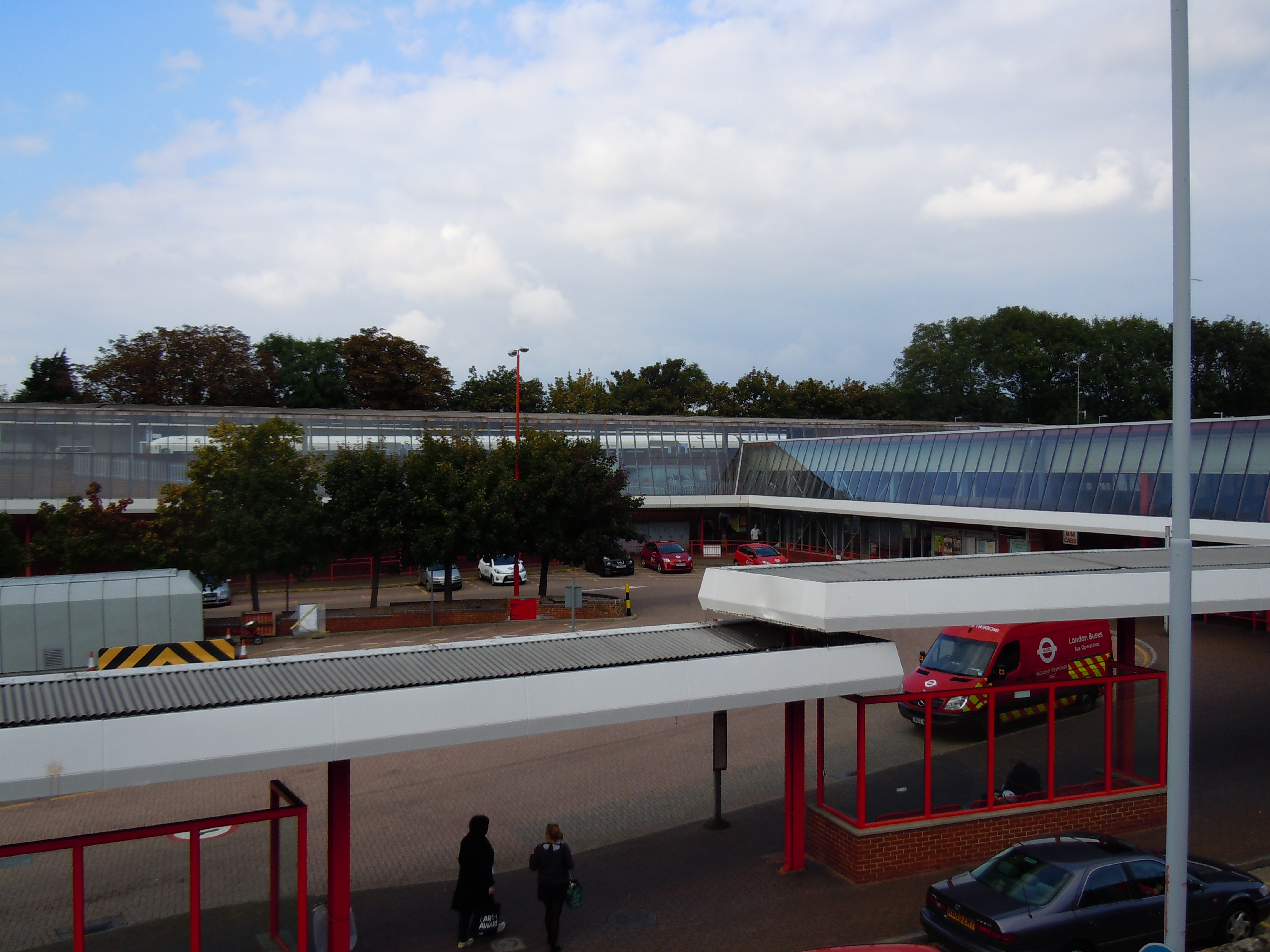
Estaciones de autobús y tren de Eltham construidas en 1986
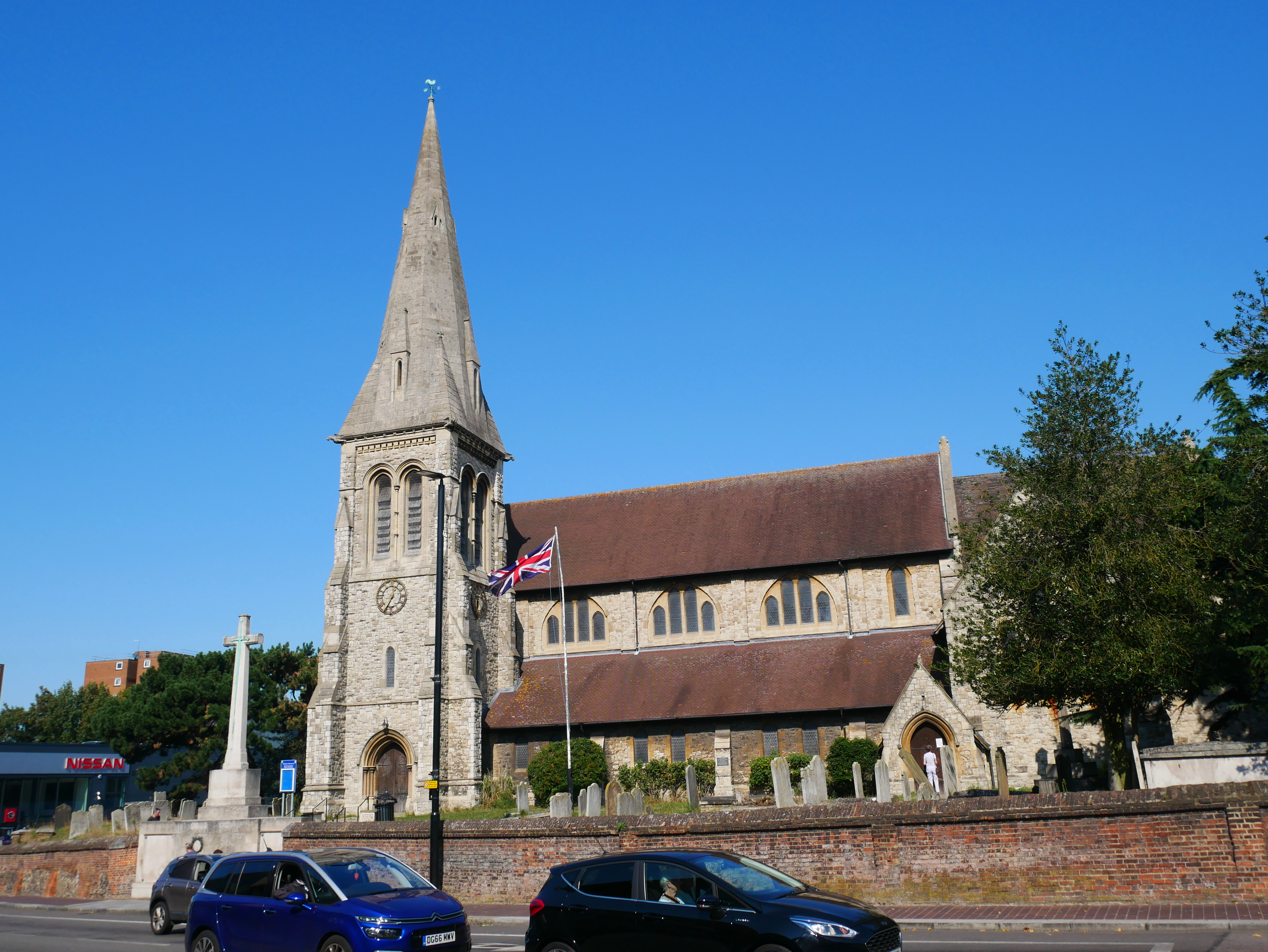
St. Johns, una congregación de la Iglesia de Inglaterra
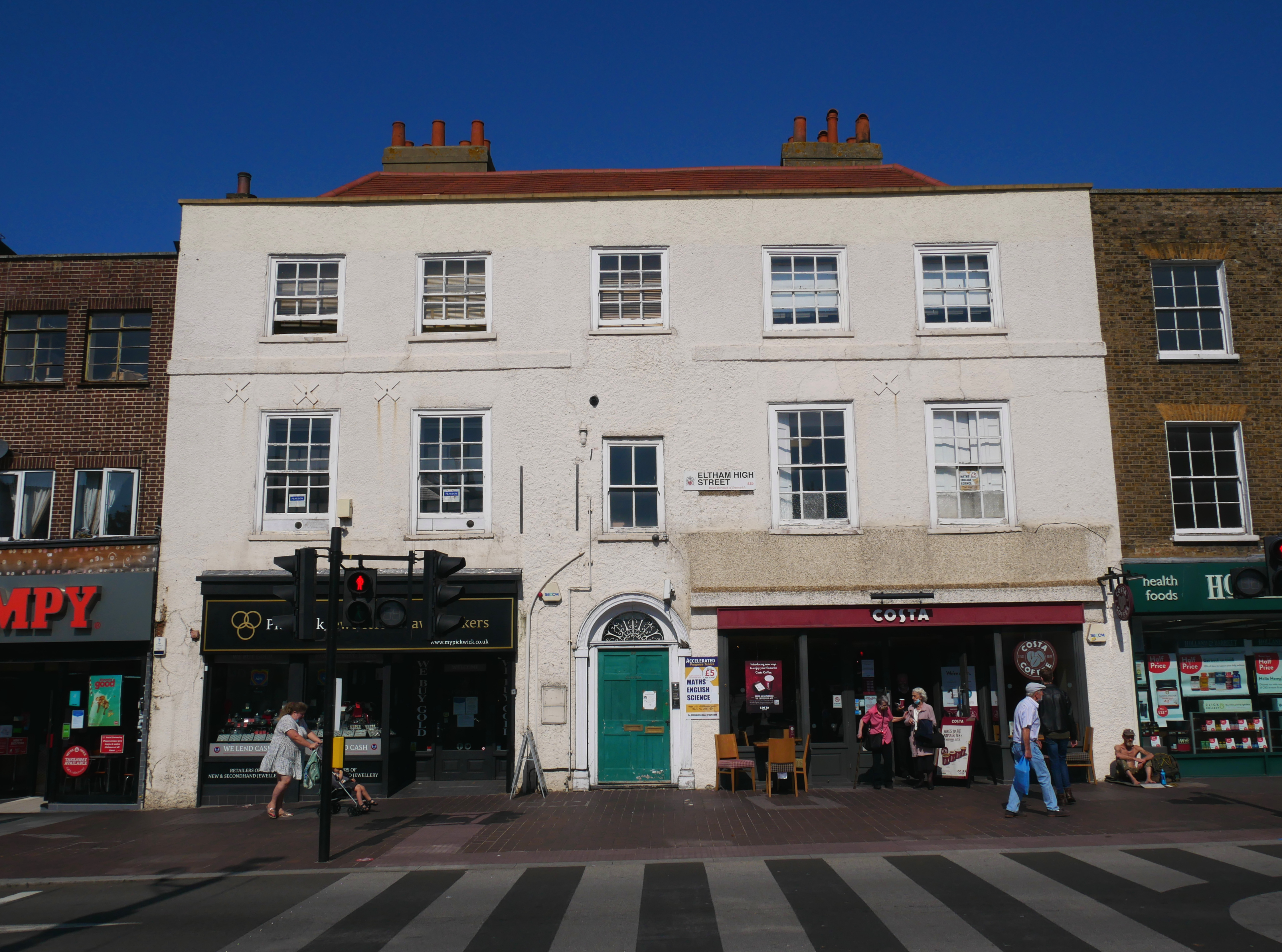
La Casa Cliefden del siglo XVIII, un edificio catalogado de Grado II*
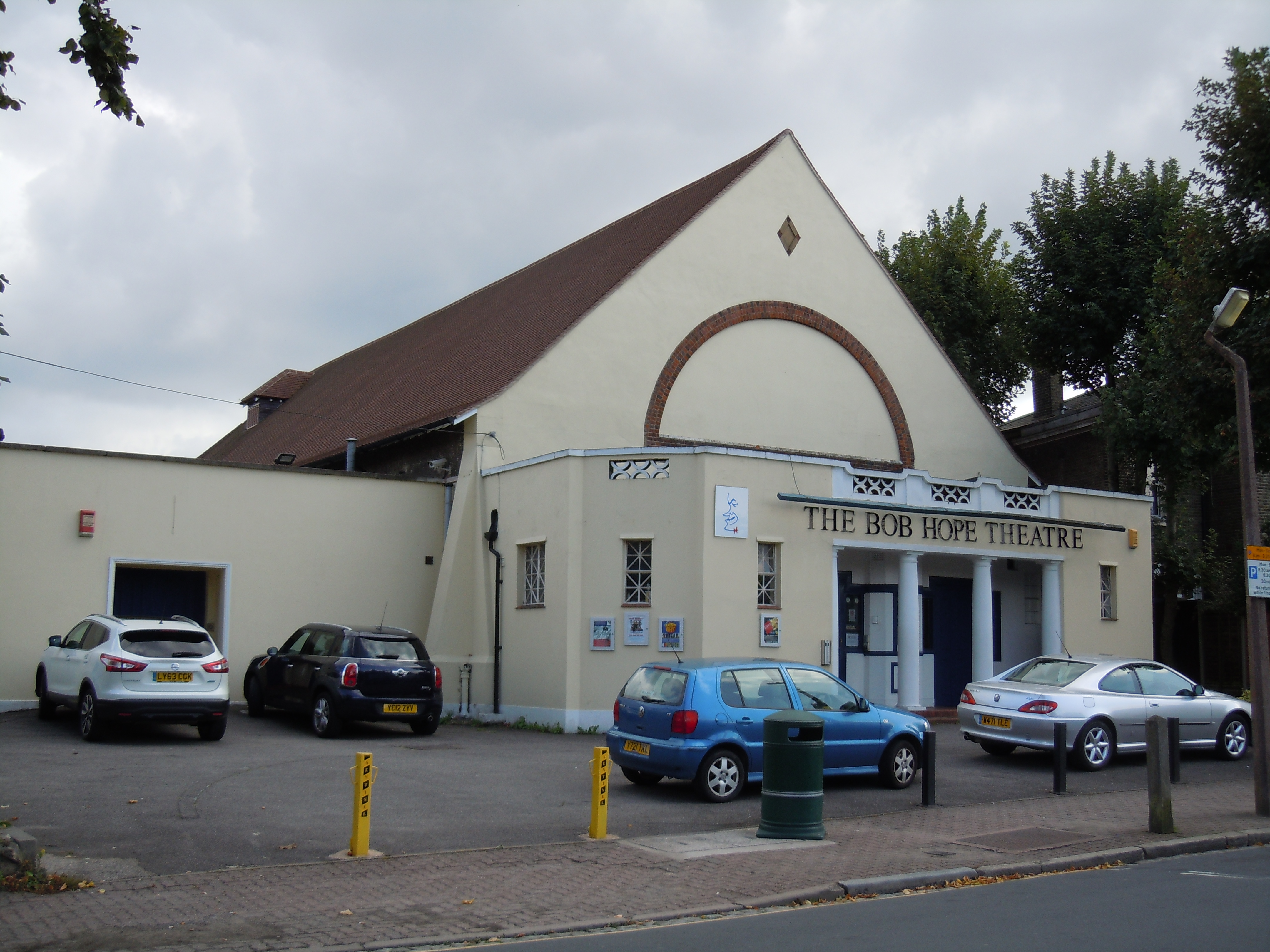
El teatro Bob Hope
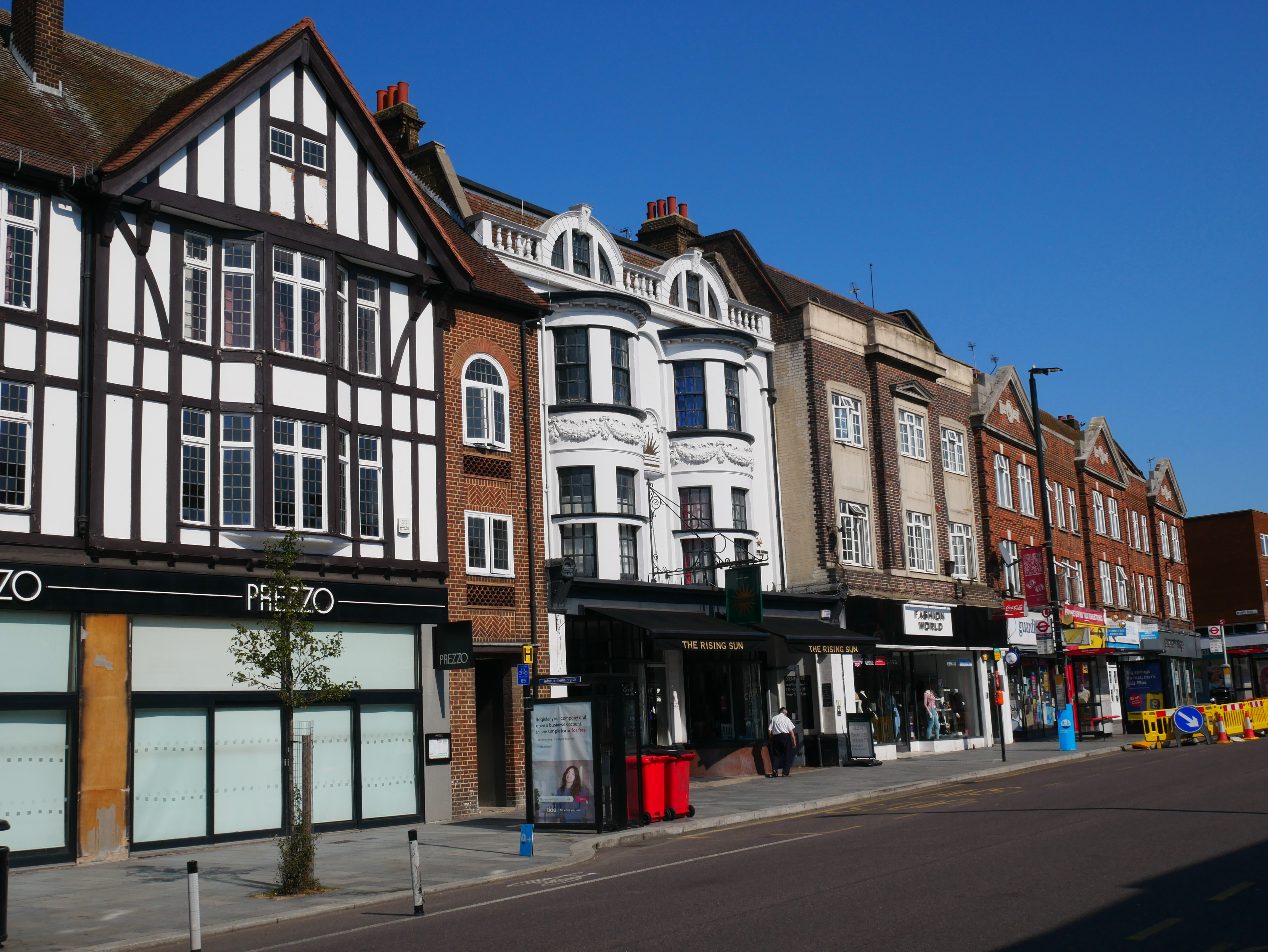
Edificios a lo largo de High Street, Eltham
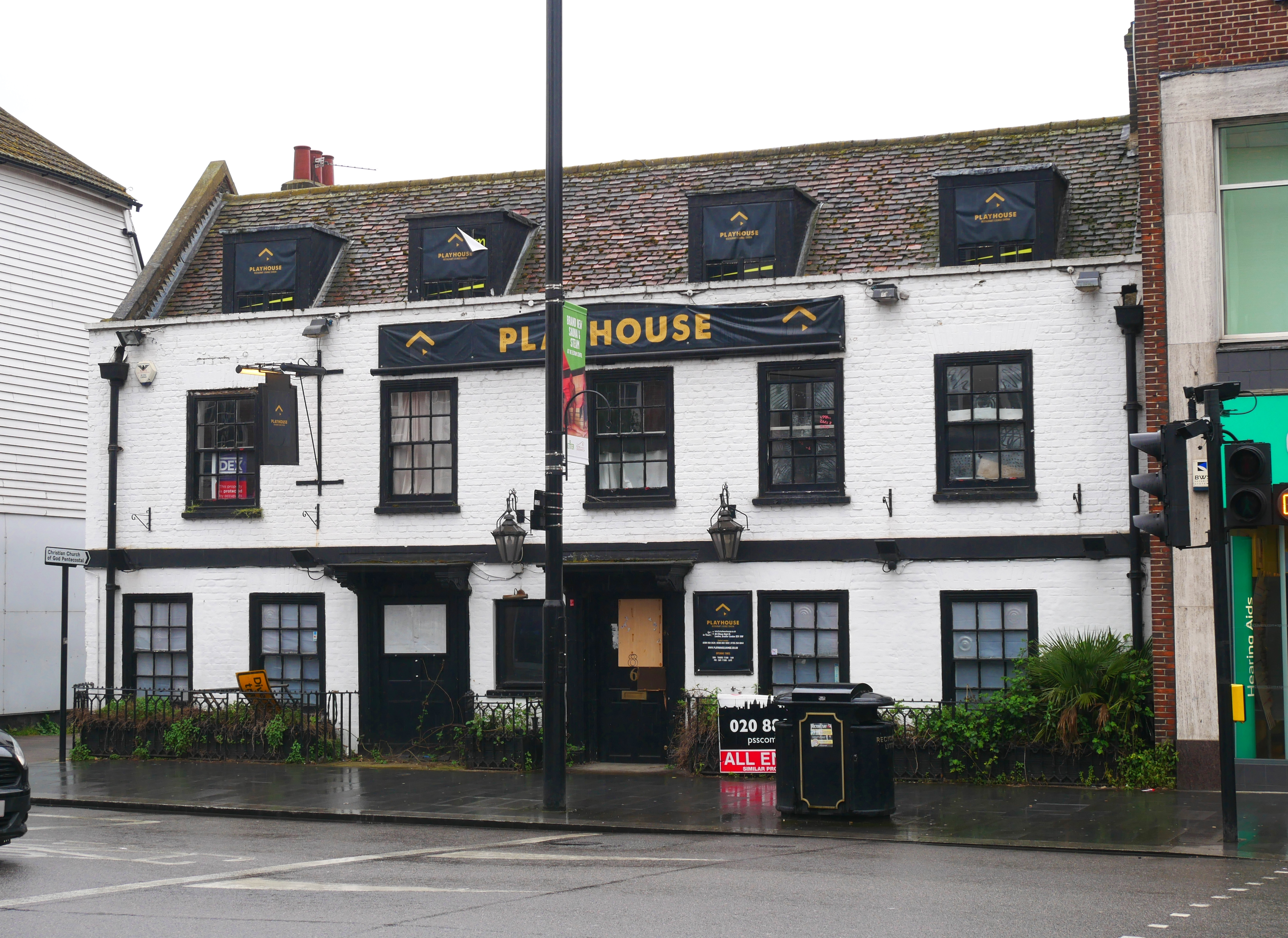
Estructura del siglo XVIII en High Street, un edificio catalogado de Grado II
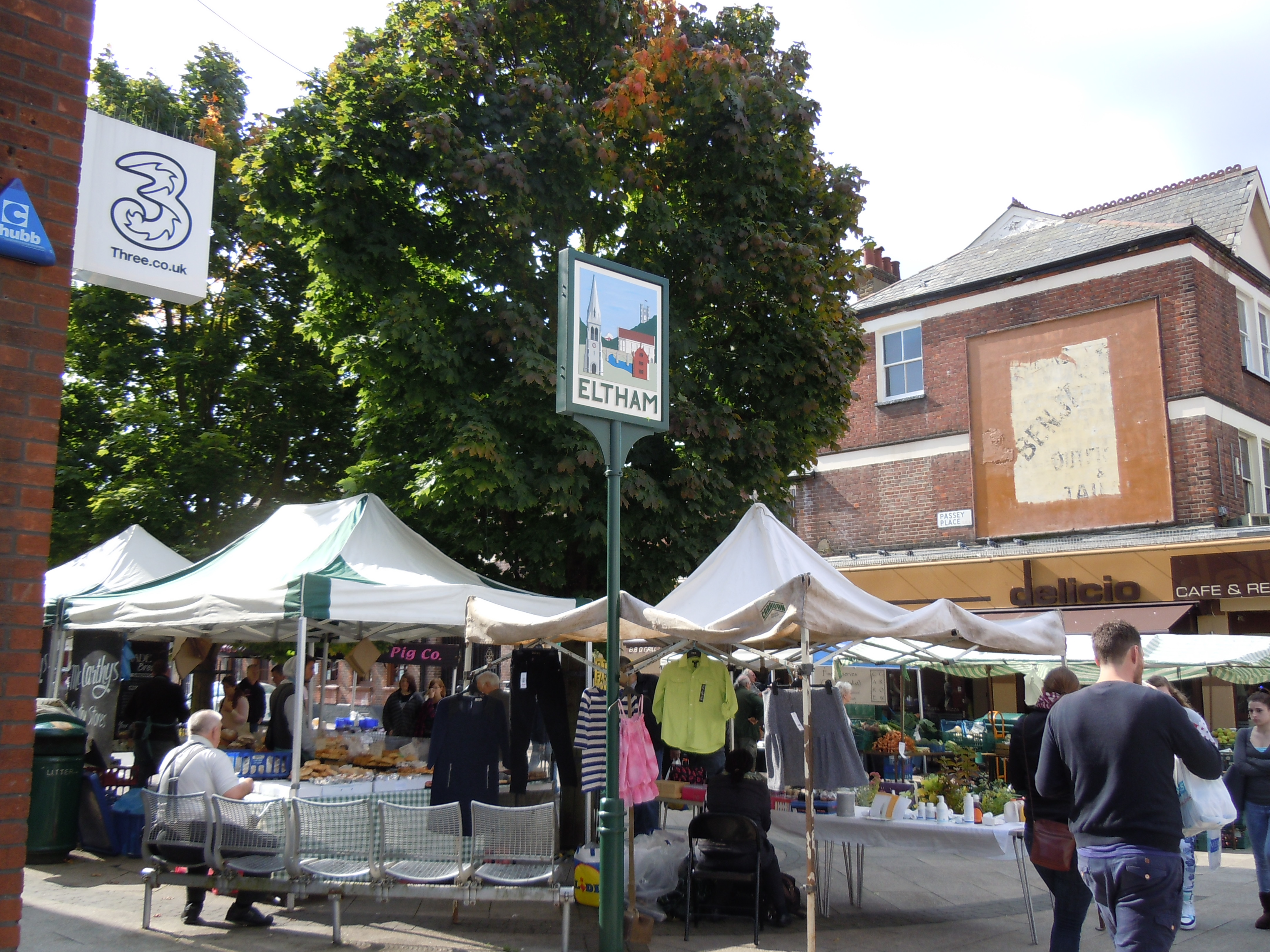
Mercado dominical y el cartel de la ciudad de Eltham
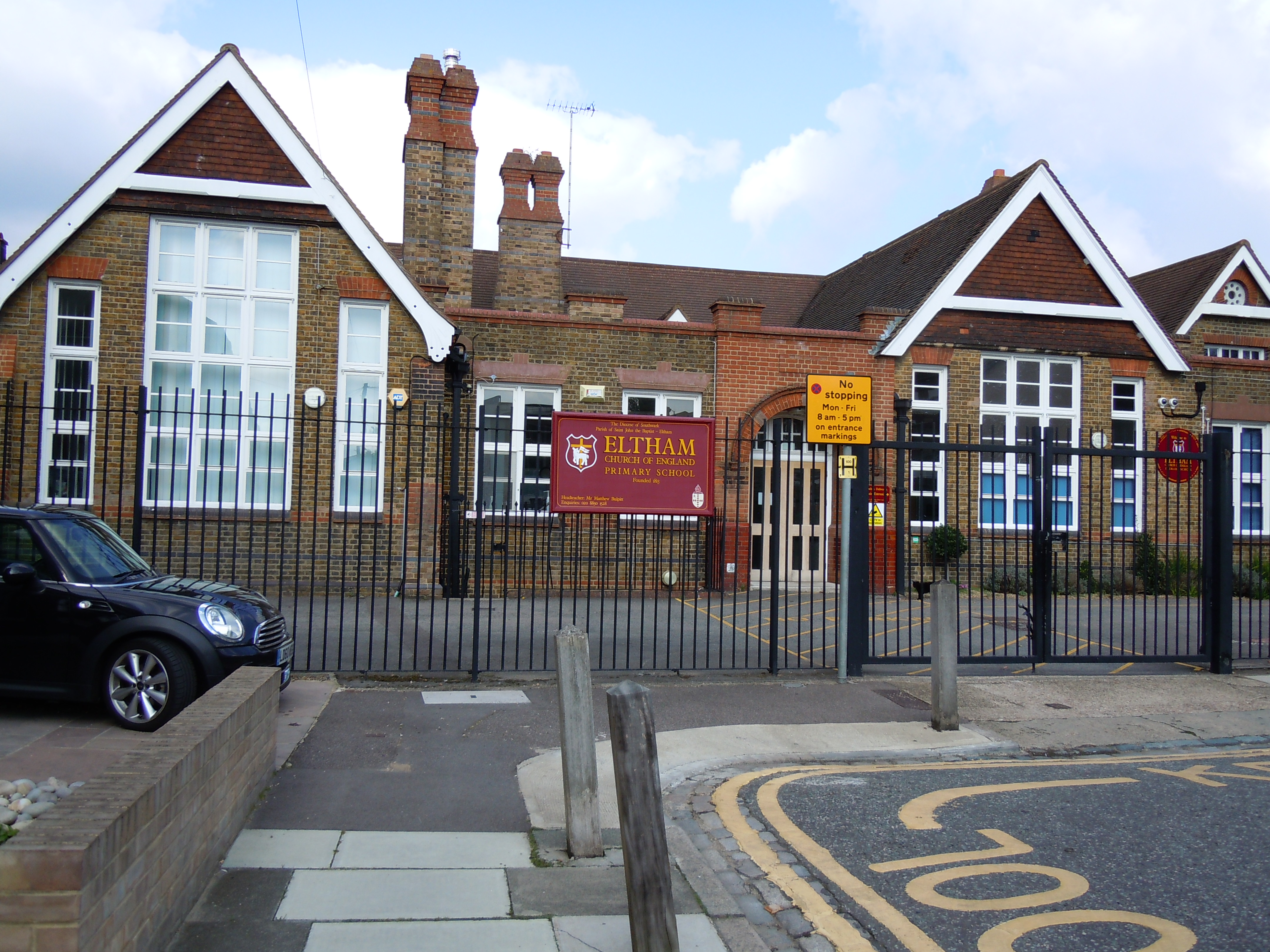
Escuela CofE de Eltham. Fundada en 1814
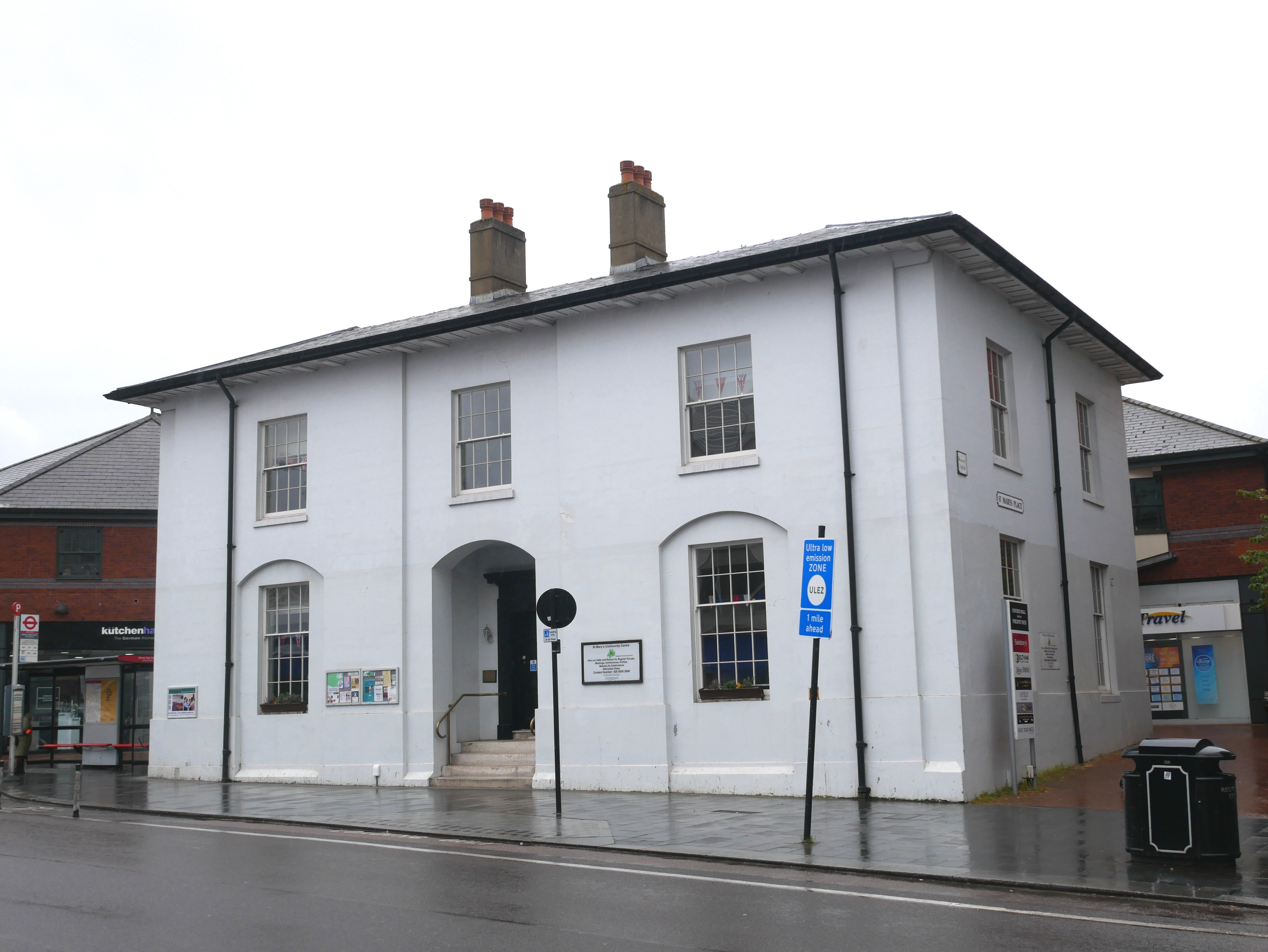
Centro Comunitario de Santa María, un edificio catalogado de Grado II
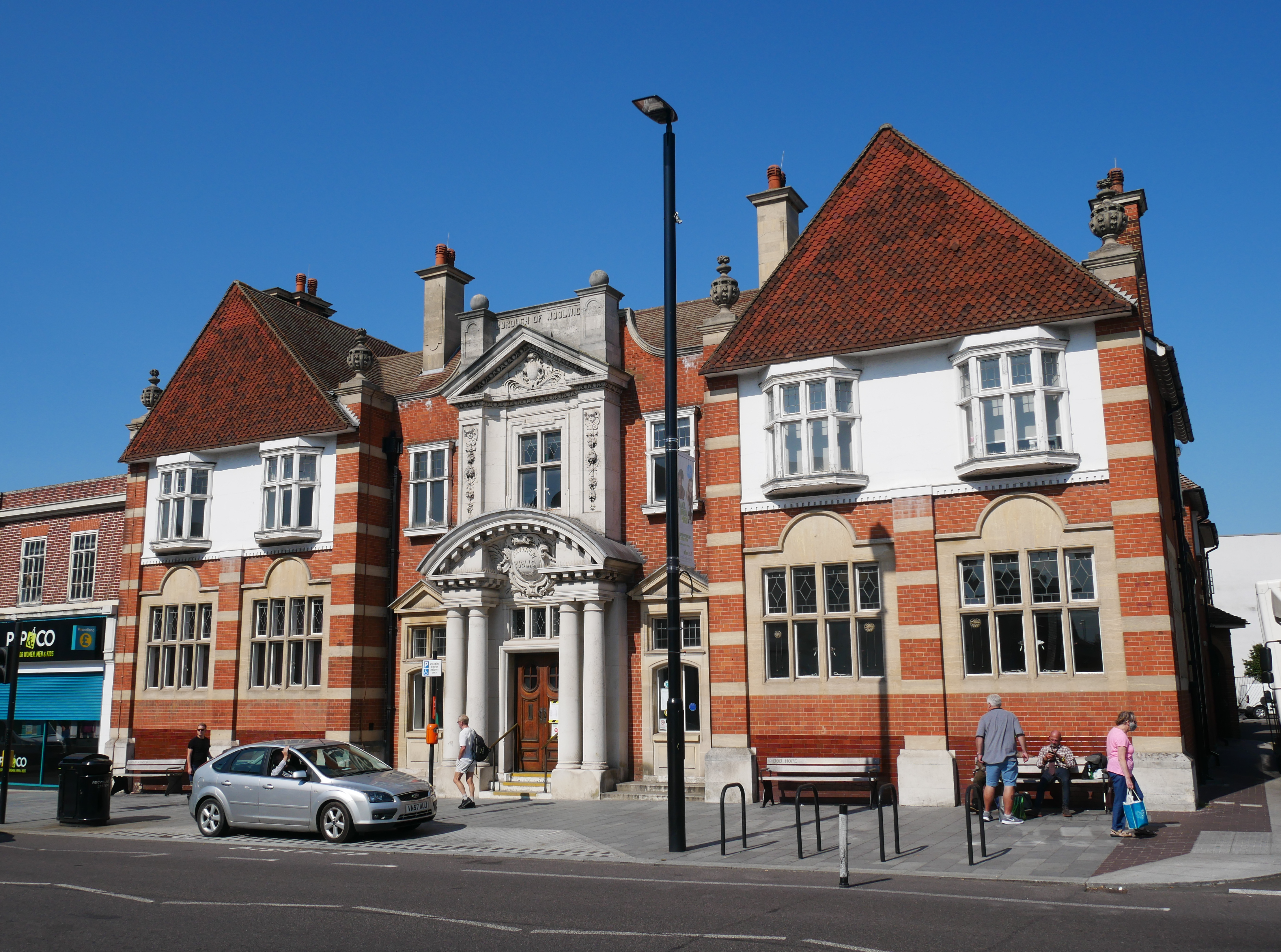
Biblioteca de Eltham
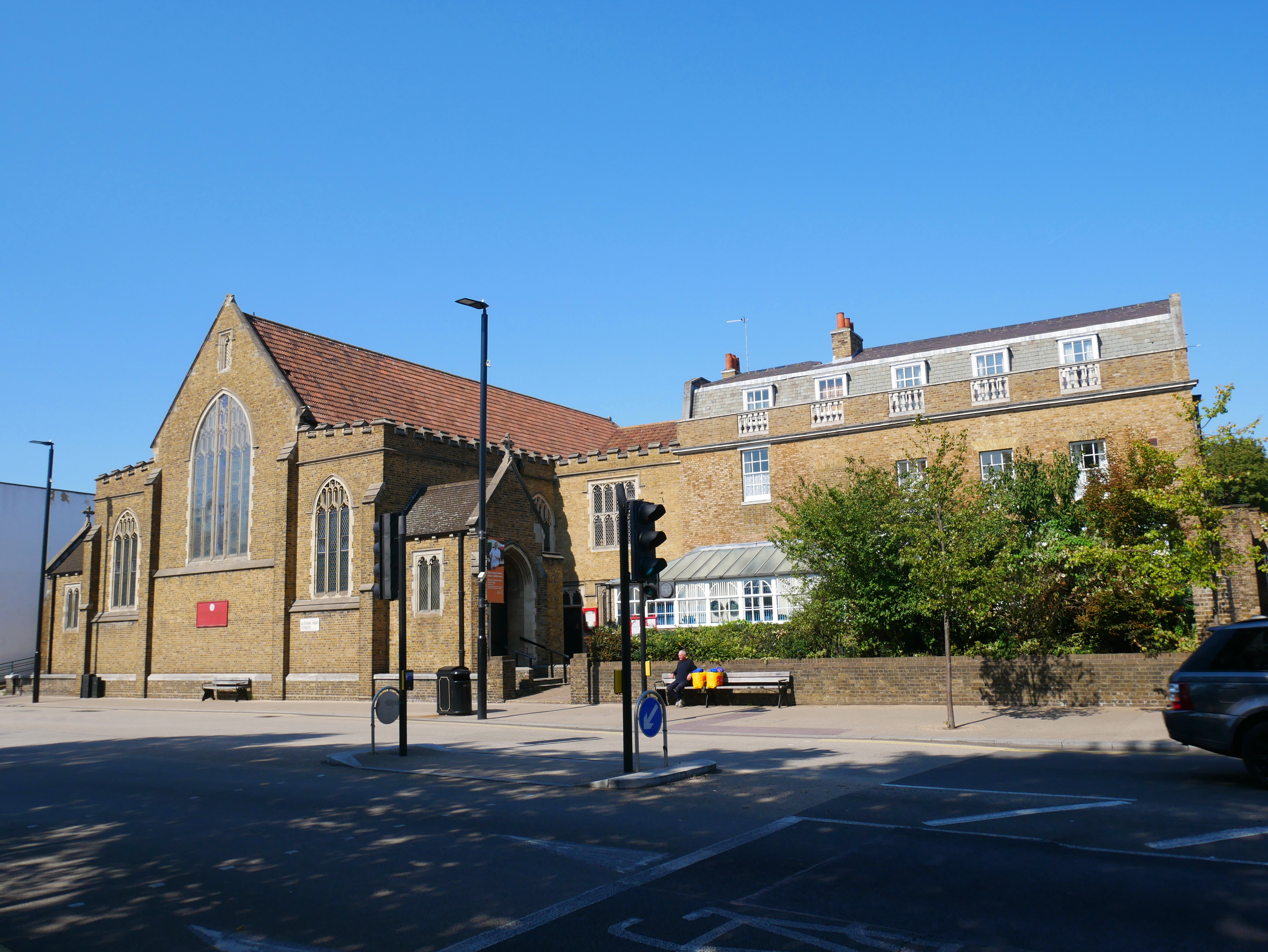
Iglesia de Cristo (RC) y Priorato, un edificio catalogado de Grado II
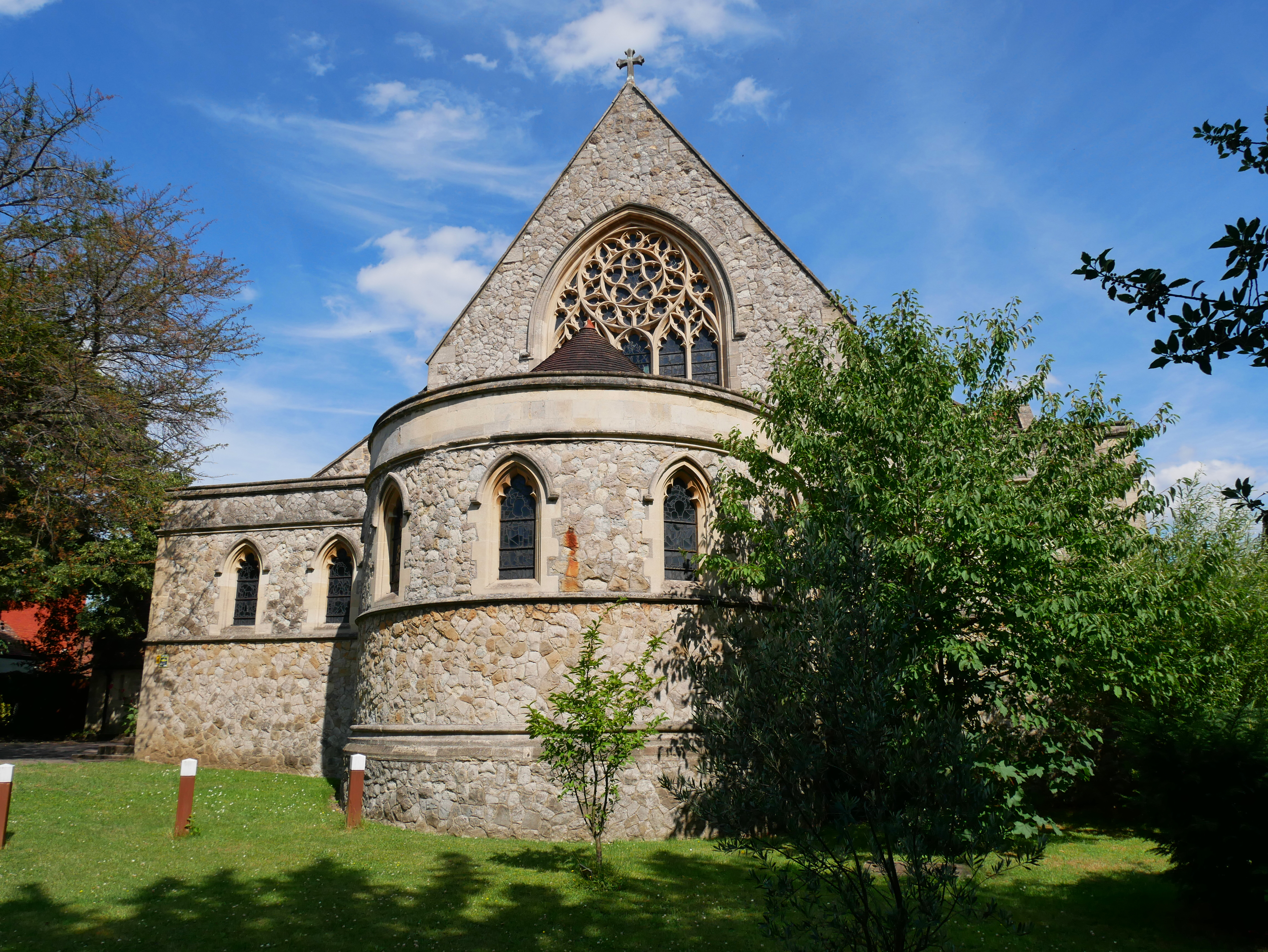
La Iglesia de la Santísima Trinidad, un edificio catalogado de Grado II

El 22 de abril de 1993, Stephen Lawrence, un estudiante negro de 18 años, fue apuñalado fatalmente en Well Hall. El crimen se convirtió rápidamente en uno de los asesinatos por motivos raciales más notorios de la Gran Bretaña moderna. Cinco adolescentes fueron posteriormente acusados de su asesinato, pero el caso fue desestimado por falta de pruebas. En 2011, como resultado de que salieron a la luz nuevas pruebas, Gary Dobson y David Norris fueron juzgados por el asesinato de Stephen Lawrence. Fueron condenados el 3 de enero de 2012.
Durante las décadas de 1980 y 1990 se documentaron otros casos de ataques raciales, en los que se comparó a Eltham con una "sundown twon", nombre utilizado para describir comunidades del sur profundo de Estados Unidos, donde se aconsejaba a los negros, por su propia seguridad, que no salieran a la calle después del anochecer. Por ejemplo, se comparó a Eltham con Jasper, Texas.

## Educación
Las escuelas primarias en Eltham incluyen: Alderwood, Christ Church (Shooters Hill Rd), Deansfield, Gordon, Middle Park, Ealdham, Eltham C of E (fundada en 1814),  Gordon, Haimo, Henwick, Kidbrooke Park, St Mary's, St Thomas More y Wingfield.
Las escuelas secundarias en Eltham incluyen Harris Academy Greenwich, St Thomas More Catholic School, Eltham Hill School for Girls y Stationers' Crown Woods Academy  (construida sobre el terreno de los terrenos de caza del rey Enrique VIII y hasta 2011 llamada Crown Woods School).

## Deporte y ocio
En 1654, tres hombres fueron procesados en Eltham por jugar al críquet un domingo, una de las primeras referencias de este deporte. 
Eltham Cricket Club, fundado en 1863 y el último club en el que jugó WG Grace, tiene su sede en Footscray Rugby Club.
Eltham tiene un club de fútbol no perteneciente a la liga, Cray Valley Paper Mills FC, que juega en el Badgers Sports Ground (compartido con el Greenwich Borough FC ) en Middle Park. Cray Valley juega un partido benéfico anual contra sus rivales locales no pertenecientes a la liga, Eltham Old Boys Football Club.

## Residentes notables
- John Arnold – Internationally renowned watchmaker; lived in Well Hall House
- John Ayldon – An operatic bass-baritone and former member of the D'Oyly Carte Opera Company
- Hubert Bland – Socialist and co-founder of the Fabian Society; lived in Well Hall House from 1899 to 1922
- Billy Bonds, MBE – Former Charlton Athletic and West Ham United footballer and former Millwall F.C. manager
- Bridget of York – Princess, seventh daughter of Edward IV
- Kate Bush – Singer and musician
- Conflict – Anarcho-punk band, some of whose members originated in Eltham
- Stephen Courtauld – Millionaire, war veteran and philanthropist; lived at Eltham Palace from the mid-1930s to 1944
- Robert Devereux, 3rd Earl of Essex – Commander of the Parliamentary Army; last resident of Eltham Palace, where he died
- Bernardine Evaristo – Novelist, critic, poet, playwright and academic
- Boy George – Singer, raised in Middle Park, Eltham
- W. G. Grace – Cricketer
- Lord Healey (Denis Healey, Baron Healey) – Politician and Deputy Leader of the Labour Party, once lived in the Eltham "Hutments"
- Bob Hope, KBE – Actor and Hollywood film star, born in Eltham in 1903 (blue plaque at 44, Craigton Road). In 1982, the Eltham Little Theatre was renamed The Bob Hope Theatre in his honour, following his donations that saved the theatre from closure.
- Jack Hope – Film and television producer; elder brother of Bob Hope
- Frankie Howerd – Comedian and comic actor, born in York, but moved to Eltham as a young child
- Peter Howitt – Actor and film director
- Commodore Sir William James – Naval commander; settled in Eltham at Park Farm Place in 1759 and is commemorated by Severndroog Castle on nearby Shooter's Hill
- James Jameson – British Army Surgeon-General; lived in Eltham and died at his home, Newlands, in September 1904
- Richard Jefferies – Naturalist and writer; blue plaque at 59, Footscray Road
- John of Eltham, Earl of Cornwall – Prince of England
- Ruth Williams Khama – first lady of Botswana
- Delroy Lindo – Actor
- E. V. Lucas – Writer
- Sir Dermot Milman, 8th Baronet – Rugby union player and first-class cricketer
- Herbert Morrison – Labour Cabinet minister and leader of London County Council; lived at 55, Archery Road (1929–1960)
- Edith Nesbit – Author, writer of The Railway Children and wife of Hubert Bland; lived in Well Hall House
- Ellis O'Reilly – Former Irish international gymnast and Olympian
- Katharine O'Shea – Mistress and later wife of Charles Stewart Parnell
- John Partridge – EastEnders actor
- Gavin Peacock – Former Charlton Athletic, Chelsea, and Queens Park Rangers footballer; former football pundit for the BBC
- Philippa Plantagenet, 5th Countess of Ulster
- Louise Redknapp – Singer
- Steve Peregrin Took – Musician
- Dudley Stamp, CBE – Geologist and geographer
- Alan White – Former drummer of British rock band Oasis